# スペクトラムアナライザ
スペクトラムアナライザ（Spectrum analyzer）は、横軸を周波数、縦軸を電力または電圧とする二次元のグラフを画面に表示する電気計測器である。略してスペアナと呼ばれることが多い。表示は、画面を左から右に周期的に掃引される光点によってなされる。高周波用と低周波用があり、原理・構造が異なるので分けて説明する。

## 高周波用スペクトラムアナライザ
無線関係の仕事をする場合の基本測定器である。総務省の告示する文書等では、スペクトル分析器と呼ばれる。

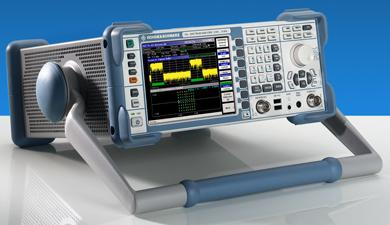
高周波用スペクトラム・アナライザの一例
（ローデシュワルツ製携帯型スペクトラム・アナライザ）

### 使用例
- 無線機、送信機の、研究、設計、検査、保守、修理において、送信波そのものやスプリアスを観測するのに使う。
- 無線機、受信機の、研究、設計、検査、保守、修理において、ローカル信号そのものやスプリアスを観測するのに使う。
- フィールド試験において、電界強度を測定するのに使う。
- EMC測定において、ノイズレベルを測定するのに使う。
- トラッキングジェネレータと組み合わせて、スカラーネットワーク・アナライザとして使う。

### 使用方法
一般的なスペクトラムアナライザは、画面のある四角い箱で、フロントパネルに操作用のボタンやダイヤル、1個の入力端子（N型コネクタが多い）と校正用信号を出力する端子を備える。
測定用入力端子のインピーダンスは50Ωが一般的であるが、75Ωのものも存在する。
目盛りは、縦軸がオシロスコープと同様、四角形状の目盛りdivision（略記はDIV）で表される。横軸が、掃引周波数範囲で表されSPAN（スパン）と呼ばれる。
最も単純なモードでは、測定可能周波数の最低周波数（画面の左端）から最高周波数（画面の右端）までが、掃引により連続的に表示される。通常は連続して掃引される。
必要に応じて、横軸については中心周波数とスパン、または周波数範囲を、縦軸についてはREFレベルおよびスペクトラムアナライザ入力段のアッテネータを調整する。特にアッテネータの調整は正しく測定するために重要であり、十分な知識の無いままに操作すると、誤った測定データを取得してしまう。
次に、RBW（Resolution Band Width; スペクトラムアナライザIFフィルタの帯域幅）を目的に応じて設定するが、ノイズやデジタル変調信号は、RBWによって電力または電圧が変わるため、十分な知識の無いままに操作すると、誤った測定データを取得してしまう。

### 動作原理
殆どの高周波用スペクトラムアナライザはヘテロダイン式で、基本的にはヘテロダイン式のラジオや受信機と動作に違いは無い。近年はダイレクトコンバージョン式もある。横軸の掃引はラジオのチューニングダイアルを低い周波数から高い周波数に回しているのと等価である。縦軸はラジオのSメータの振れの大小と等価である。近年ではLimeSDRのようなソフトウェア無線でアナログ-デジタル変換器を介してデジタル信号に変換後、高速フーリエ変換で周波数の分布を表示する機能を備える機種もある。

### 価格
10万円台の安価なものから1000万円以上するものまで、様々である。また、自分で作るキットが数万円で販売されている。

### メーカー
- キーサイト・テクノロジー
- アジレントテクノロジー（米国）
- アドバンテスト（日本）
- アンリツ（日本）
- ローデ・シュワルツ（ドイツ）
- テクトロニクス（米国）：掃引しない方式（高速フーリエ変換を使った方式）のスペクトラム・アナライザを販売する。
- マイクロニクス（日本）
- アールエフ・ネットワーク（日本）

## 低周波用スペクトラムアナライザ
低周波における周波数特性の測定および騒音測定においてスペクトラム・アナライザを使用する。
低周波用のスペクトラムアナライザはオクターブバンドで分割されたバンドパスフィルターの集合体で出力に一定の時定数を持たせて表示するものが一般的である。近年ではバンドパスフィルターを用いたハードウェアのスペクトラム・アナライザから入力をAD変換して高速フーリエ変換の結果をバンドパス表示に再計算して表示するタイプが多く見られるようになってきた。
高速フーリエ変換を用いるものはFFTアナライザと呼ばれることが多い。
オクターブバンドはIEC 61260によって規格化された1octあるいは1/3octのものを用いるのが一般的であり、1/3octで分割した場合は27～33バンド程度の表示をおこなう物が多い。
実際の測定ではリアルタイムでの表示と一定時間の加算平均を表示する手法があり、機種によっては結果のメモリーへの記録およびプリンターなどへの外部出力が可能となっている。
後述の「オーディオ機器用スペクトラムアナライザ」に搭載される出力端子が無い物もある。

### 価格
簡易な物は数万円から、校正されたマイクロフォンとの組み合わせで販売されている物は十数万円から市販されており、スペクトラムアナライザを機能の一部として搭載している多機能オーディオアナライザまで範疇に含めると、高級機は数百万円程度である。

### メーカー
ここでは専用機を発売しているメーカーを列挙し、汎用PC上で動作するソフトウェアは除外した。
- 小野測器
- リオン
- B&K　(Brüel & Kjær)
- Goldline
- Ivie
- NTI
- Terrasonde

## オーディオ機器用スペクトラムアナライザ
1980年代～90年代に発売されたラジオカセットレコーダーの一部やミニコンポ、カーオーディオにもスペクトラムアナライザが搭載されていた。また、コンポーネントステレオ用としても販売されていた。グラフィックイコライザーと一体になっている製品もある。高級オーディオでは省かれたり、必要なときだけ取り付けるなどされる。拡声機器用としても使われている。Windows Media PlayerやニンテンドーDSiサウンドにも音声ファイル再生時の視覚エフェクトにスペクトラム・アナライザの機能がある。これらの多くは特定の周波数毎に棒グラフの高低の表示で表す。音源の周波数特性を管理したり、グラフィックイコライザーで調整した結果を確認するのに使われる。
装飾的な意味合いが強い物もあり、測定用のものと比較して極めて粗い表示しか出来ないものや測定ではなく単なる演出である物などがある。
上述の測定用「低周波用スペクトラムアナライザ」を代用する事も可能であるが、入力端子の形状が異なる、オーディオ用としては必須とされる出力端子が無い、ステレオ用としては２チャンネル必要、設定が必要、高価という欠点がある。

## 文献
- Robert A. Witte 著、竹田輝夫、荒井信隆 訳『スペクトラム/ネットワーク・アナライザ: 理論と計測』トッパン、1993年。ISBN 9784810185645。